# Moheda kyrka
Moheda kyrka är en kyrkobyggnad som tillhör Moheda församling i Växjö stift. Kyrkan är omgiven av en kyrkogårdspark och ligger intill Mohedaån i samhället Moheda.

## Kyrkobyggnaden
Kyrkan uppfördes i romansk stil i slutet av 1100-talet eller snarare omkring år 1200. Kyrkan saknade då absid, torn, vapenhus och sakristia. Kort därefter tillkom vid östra sidan en absid med hjälmvalv. Under senmedeltiden byggdes kyrktornet vid västra sidan. De vackra  stjärnvalven tillkom under 1400-talet slut.
1914-1915 byggdes tornet på till sin nuvarande höjd och kyrkklockorna flyttade från klockstapeln till tornet. Samtidigt tillkom nuvarande vapenhus väster om tornet. En renovering genomfördes 1956-1957 då 1600-talets färgdekorationer togs fram på väggarna. 
En omfattande fasadrenovering genomfördes 1994 då nästan all puts knackades ner och kyrkans byggnadshistoria blottlades. När ny puts påfördes gjordes markeringar i putsen som skulle visa på kyrkans olika byggnadsetapper. Vid denna renovering upptäcktes en mönsterhuggen (schackbrädemönster) kvadersten i kyrkomuren. Denna kvadersten visar på en väldigt tydlig koppling till de nordjylländska stenmästarna i Danmark. Det är endast ett fåtal kyrkor i Sverige (bl.a. Växjö domkyrka) som har liknande kvaderstenar. 
Vid kyrkans östra sida står klockstapeln, som byggdes 1665. När kyrkklockorna flyttade in i tornet 1914 fick stapeln stå tom fram till 1956 då en ny klocka hängdes upp där.

## Inventarier
- Dopfunten från 1947 är av skotsk sandsten och har ritats av Gunnar Torhamn.
- Triumfkrucifix från 1998 i korbågen.Kristusgestalten är utförd under 1400-talets senare del.
- Predikstol från omkring år 1800.
- Sluten bänkinredning med dörrar från 1600-talets slut är välbevarade, dock avlutade på 1950-talet.
- Fem ljuskronor finns i kyrkan. Äldsta ljuskronan är gjord i mässing år 1692.
- Mässhaken är utförd 1758 av hovbrodören Christoffer Sergell i Stockholm, far till Johan Tobias Sergel.
- En kyrkstöt från 1700-talet finns bevarad.
- Något som är lite speciellt i Moheda är att det finns ett kyrkomuseum med flera bevarade inventarier, så som rester av en medeltida dopfunt (typ Njudungsmästaren), delar av läktarbröst, fattigbössa, kista, stupstock m.m.
- Kyrkomuseet är inrymt i Moheda församlingshem, ett stenkast från kyrkobyggnaden.

## Bildgalleri

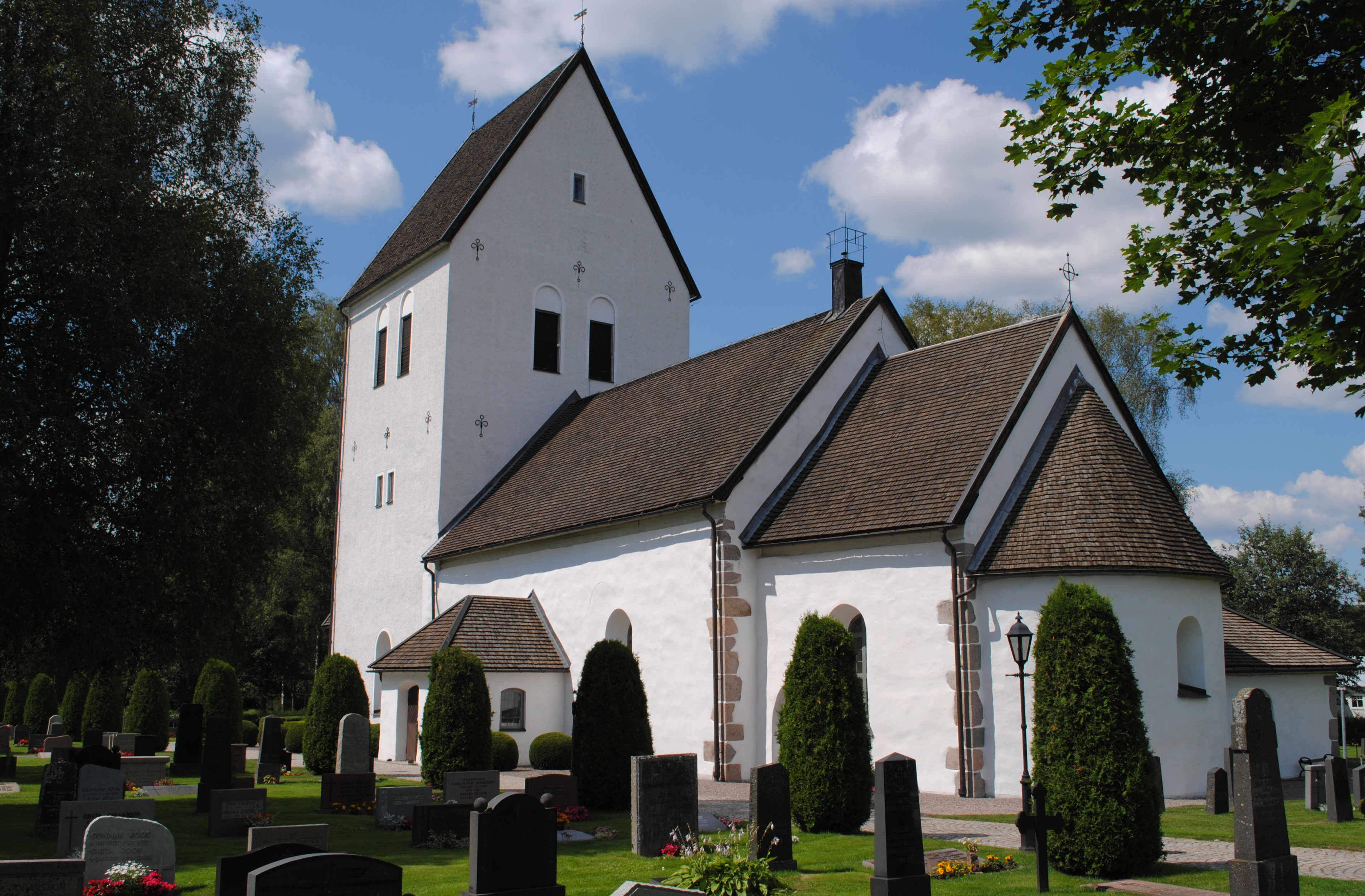
Exteriör från sydöst
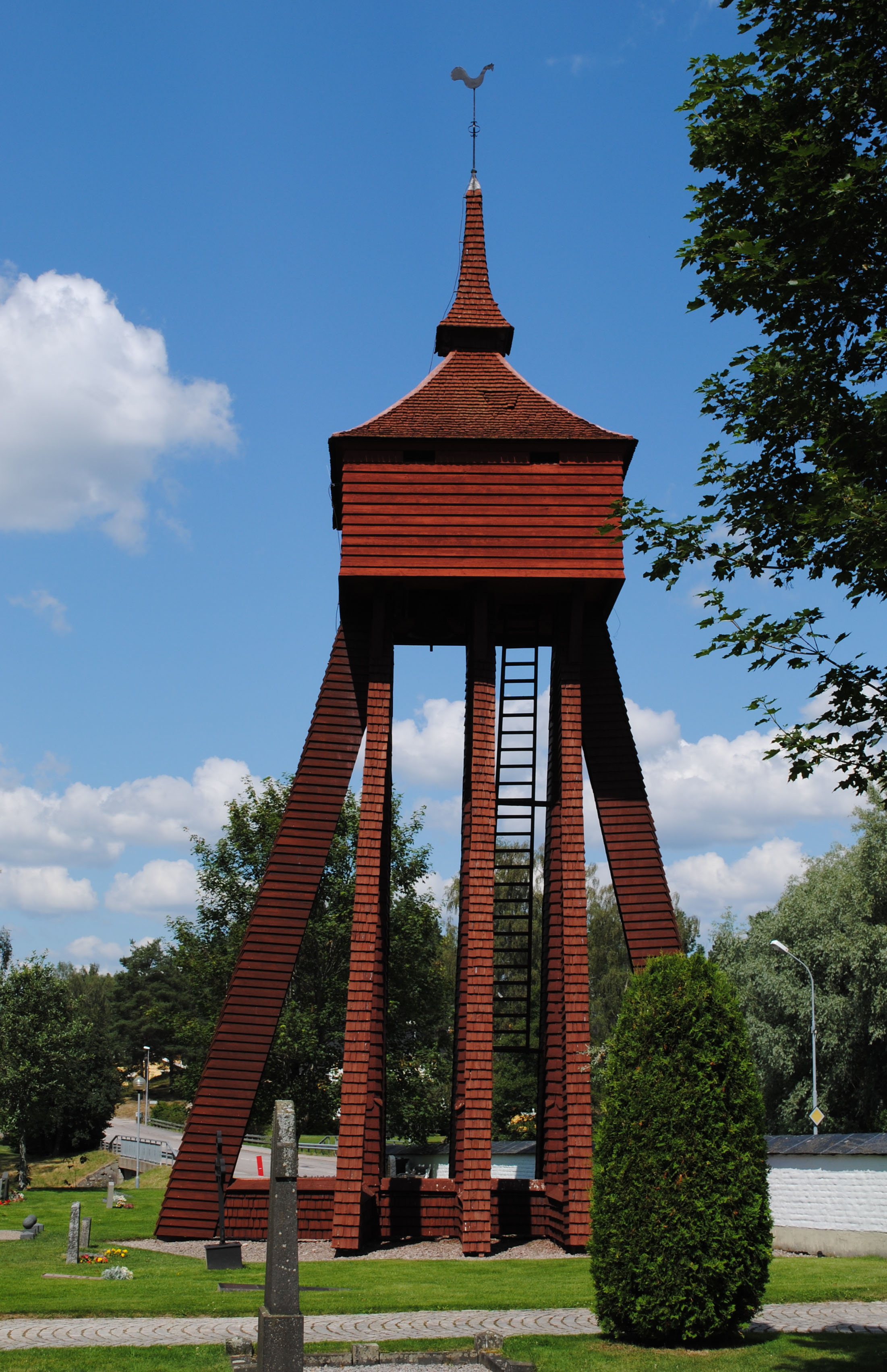
Klockstapeln
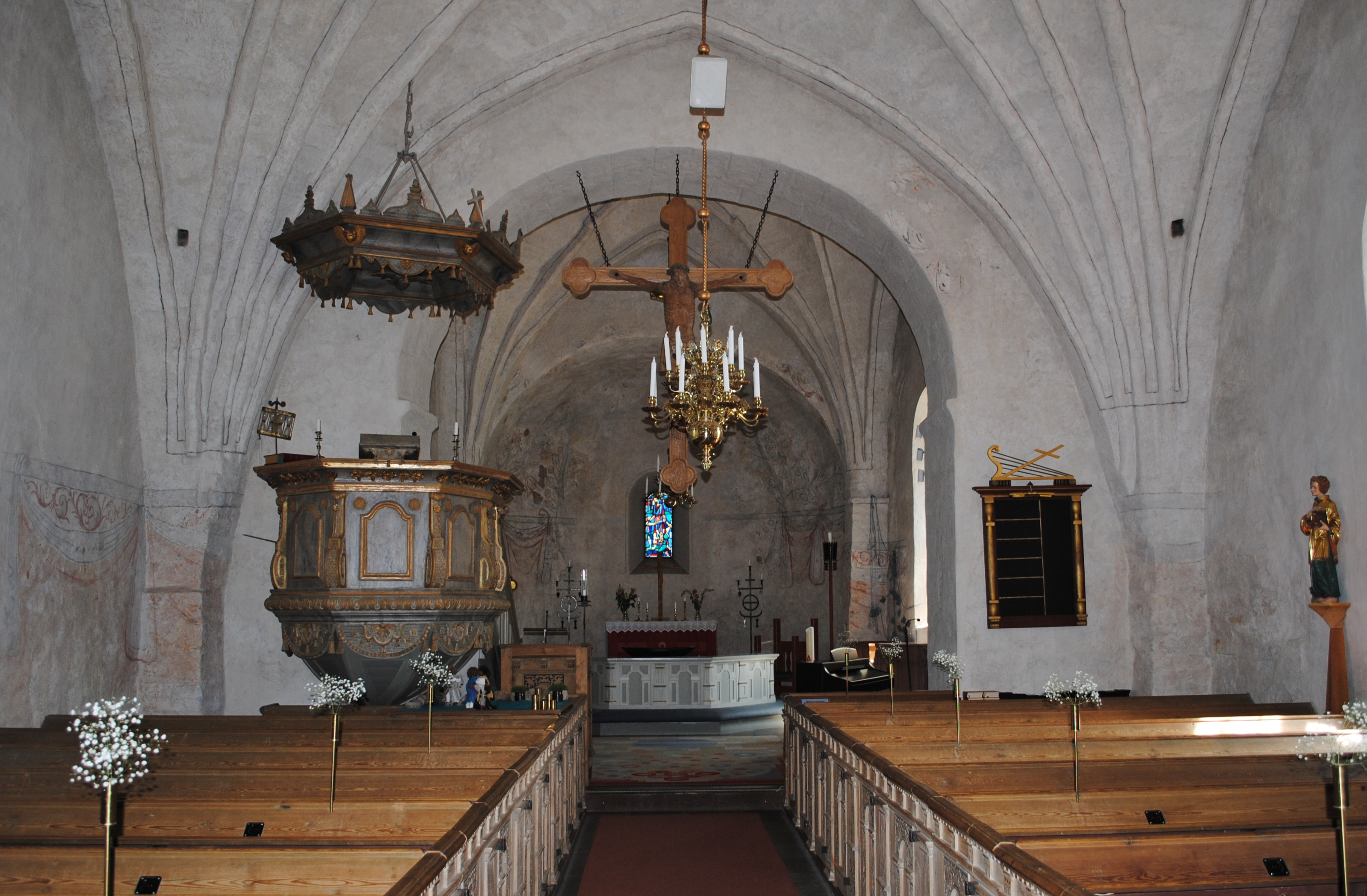
Interiör mot öster
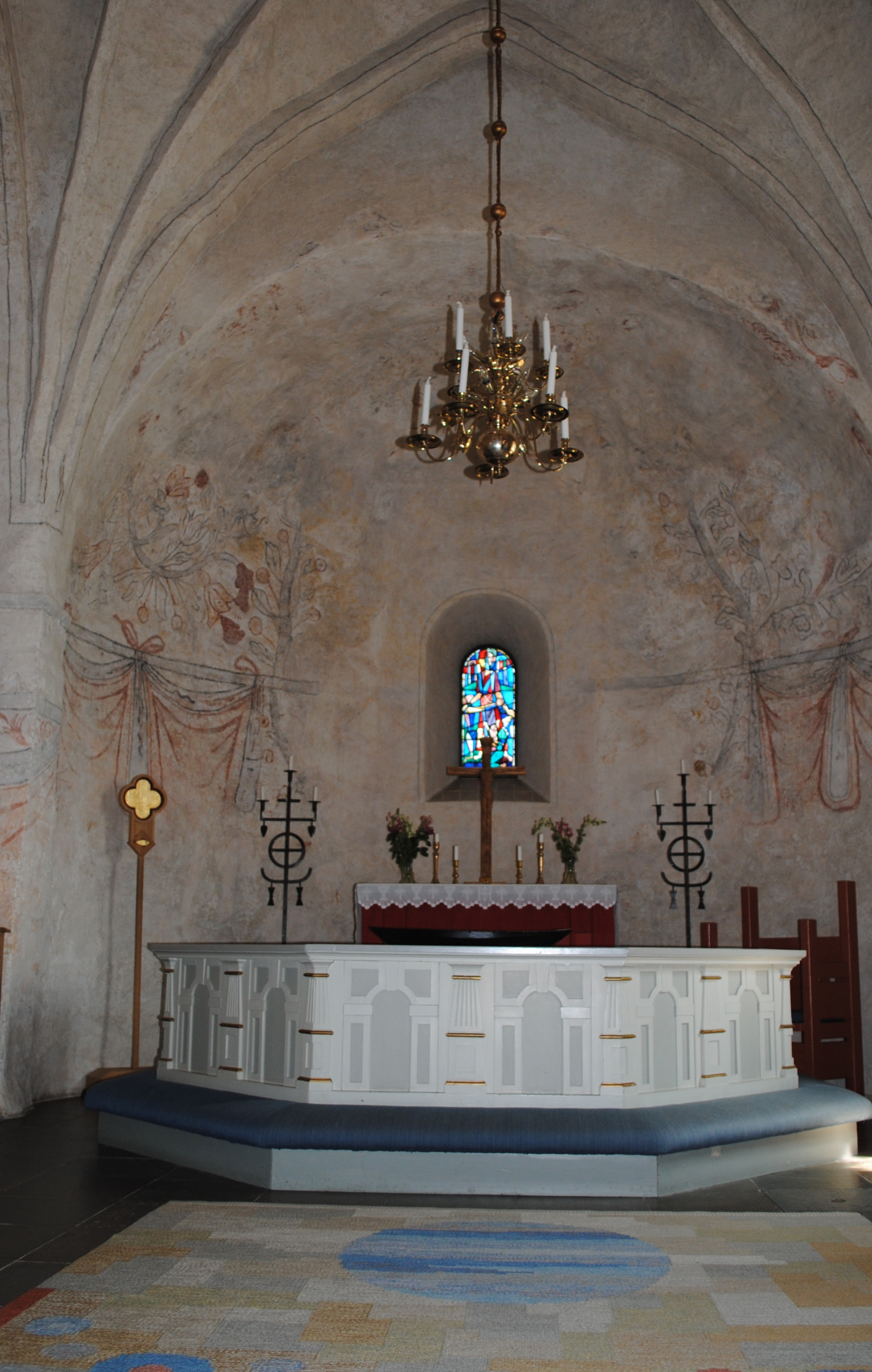
Koret
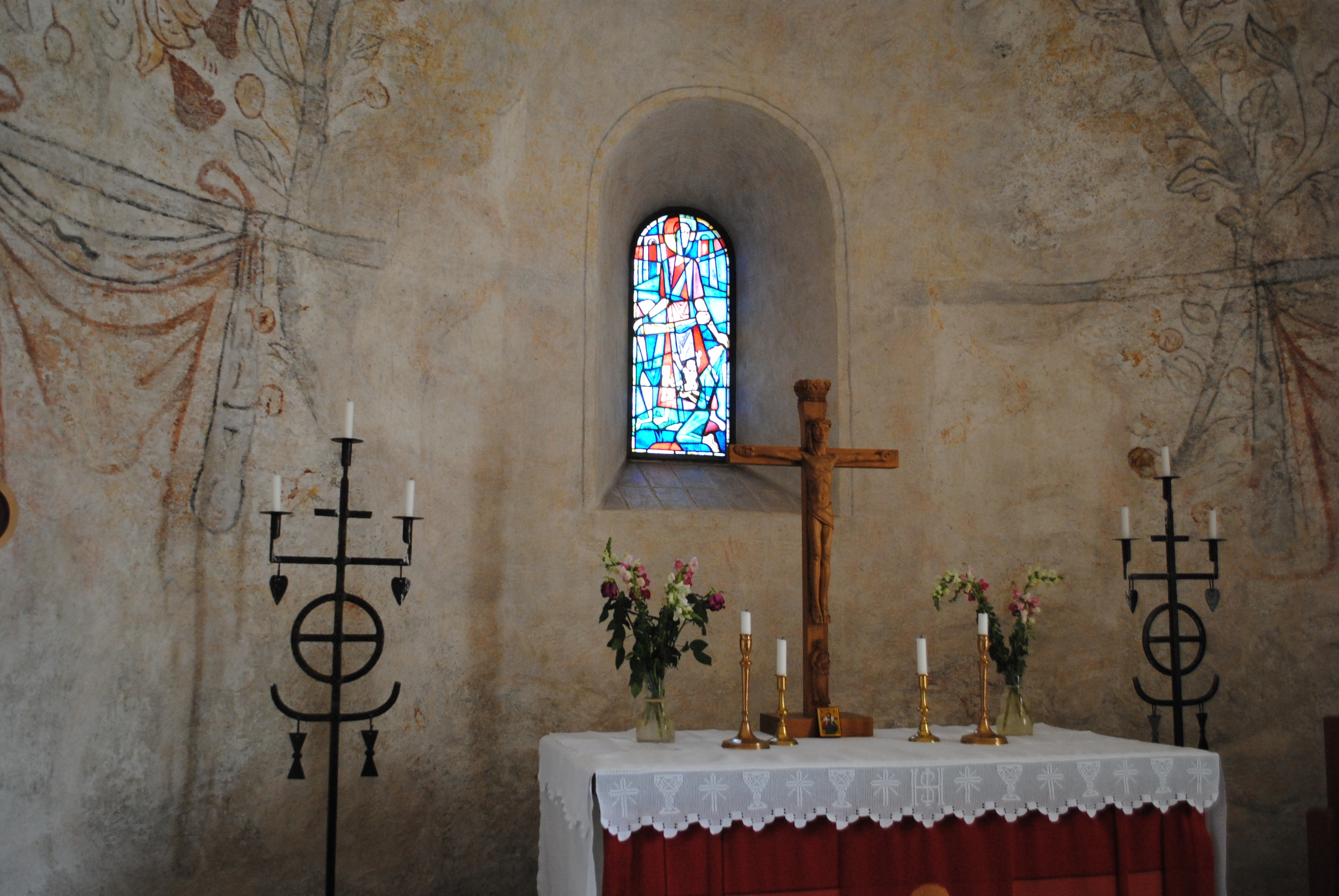
Altaret
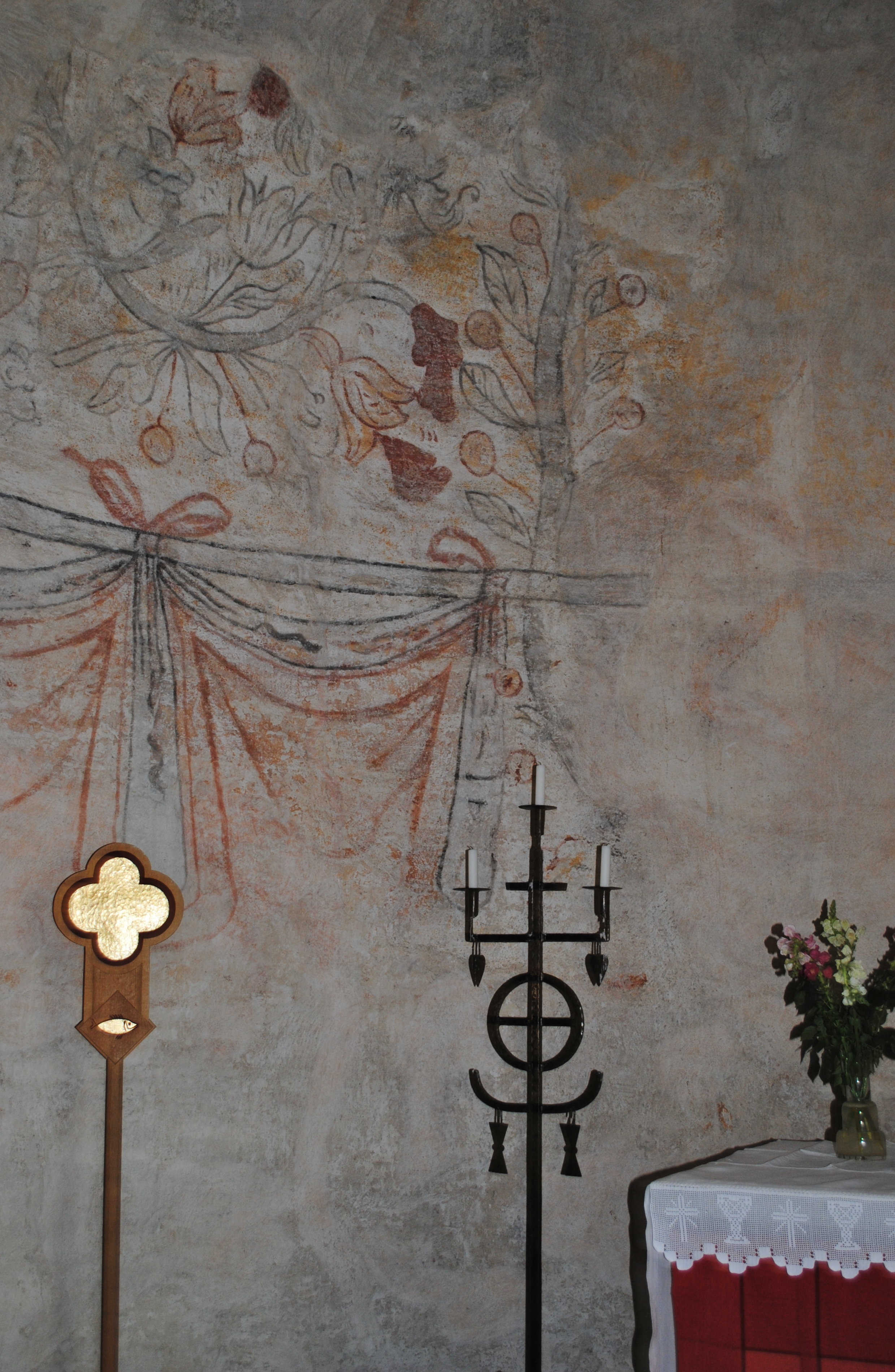
Dekormålningar från 1600-talet
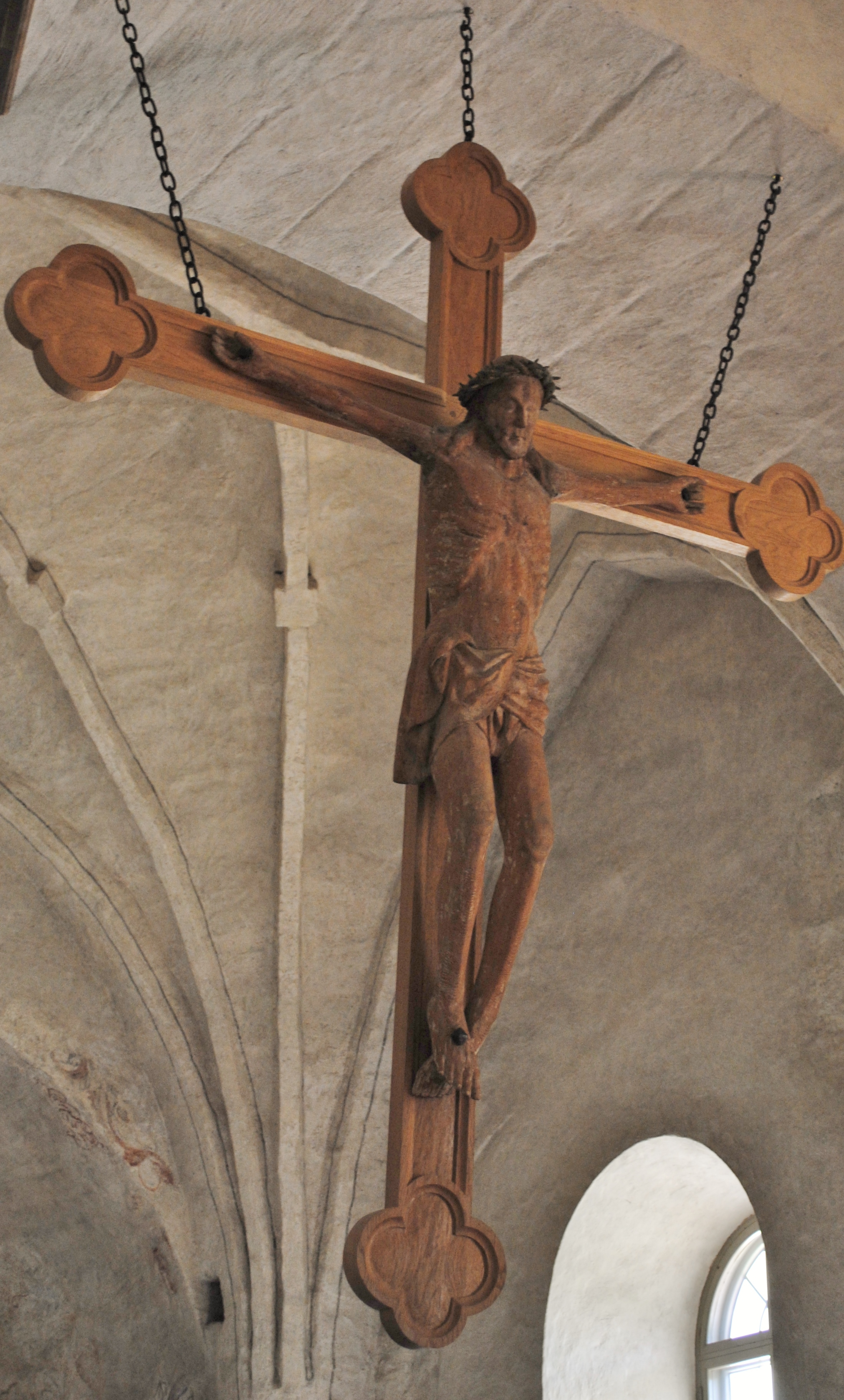
Triumfkrucifixet
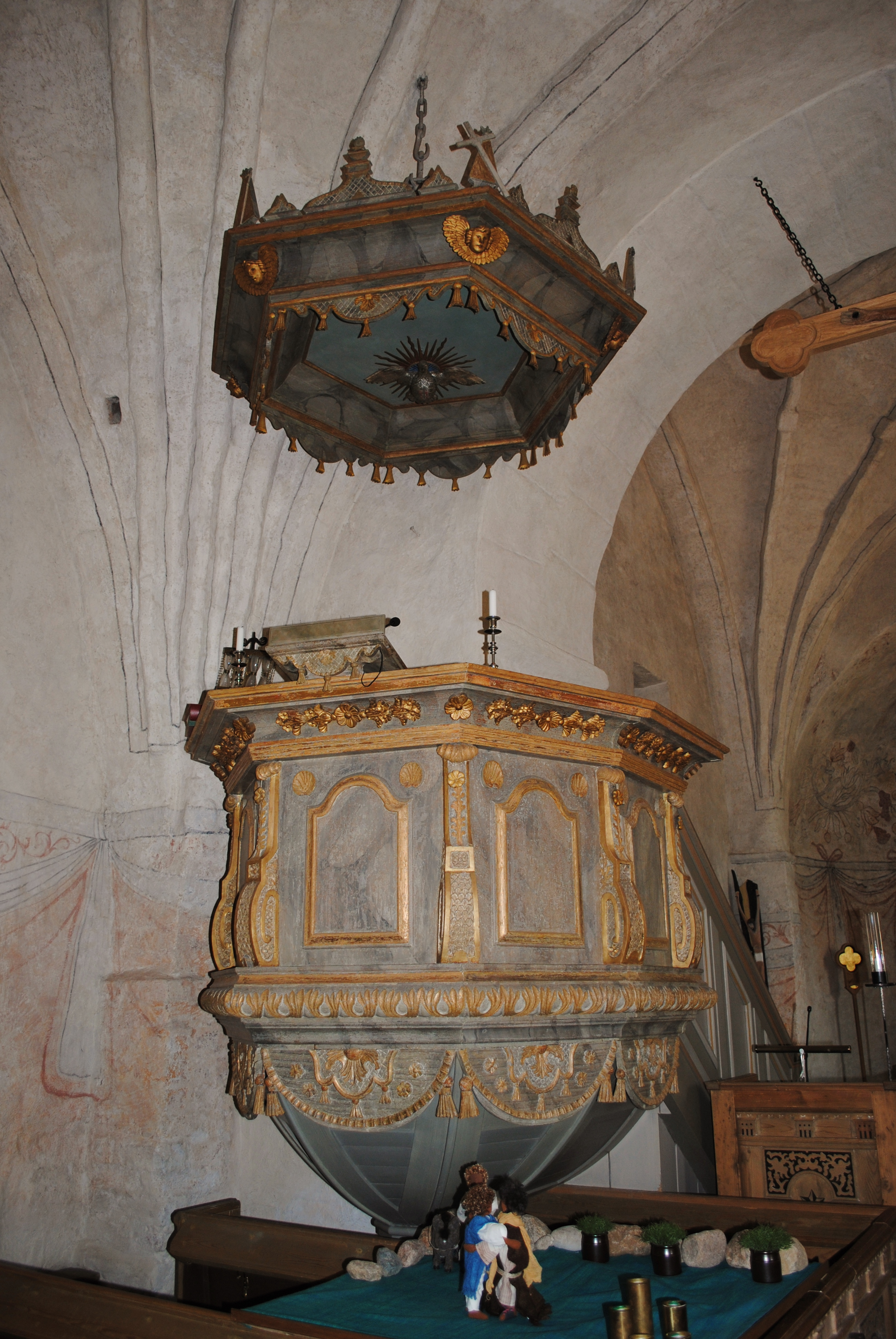
Predikstol förfärdigad omkring år 1800
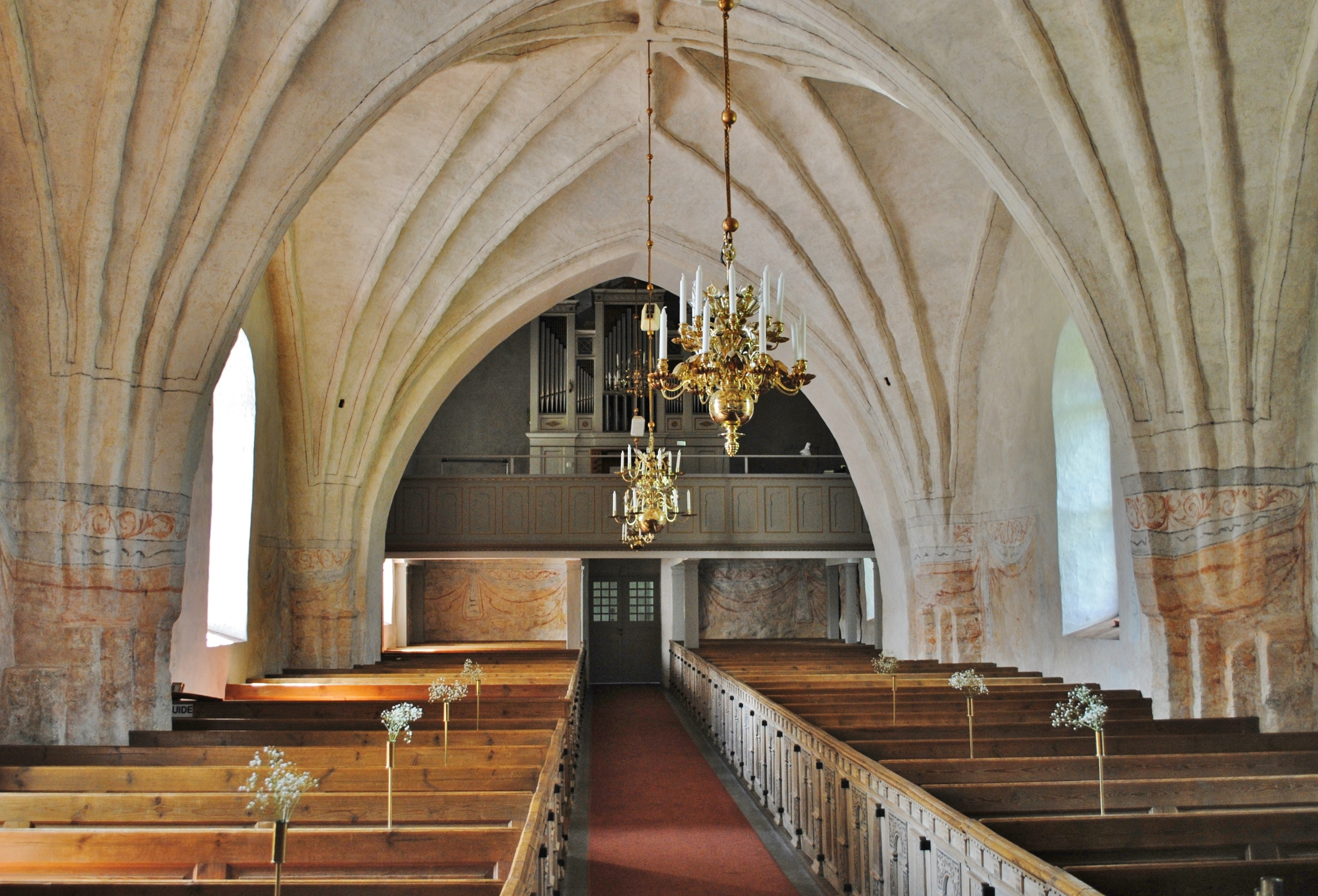
Kyrkorummet med stjärnvalv

## Orglar
- 1735/1745 byggde Lars Solberg, Norra Sandsjö en orgel med 9 stämmor.[1]
- 1915 byggde Emil Wirell, Växjö en orgel med 10 stämmor.
- Orgeln med 17 stämmor, som tillkom 1961, tillverkades av Olof Hammarberg, Göteborg. Orgeln är mekanisk.[2]

Disposition:
| Huvudverk I    | Bröstverk II        | Pedal         | Koppel |
| Gedackt 8'     | Rörflöjt 8'         | Subbas 16'    | I/P    |
| Principal 4'   | Gedackt 4'          | Borduna 16'   | II/P   |
| Rörflöjt 4'    | Principal 2'        | Koralbas 4'   | II/I   |
| Glagflöjt 2'   | Sesquialtera 2 chor | Kvintadena 2' |        |
| Nasat 1 1/3'   | Scharf 2 chor       | Fagott 16'    |        |
| Mixtur 3 chor  |                     |               |        |
| Rörskalmeja 8' |                     |               |        |

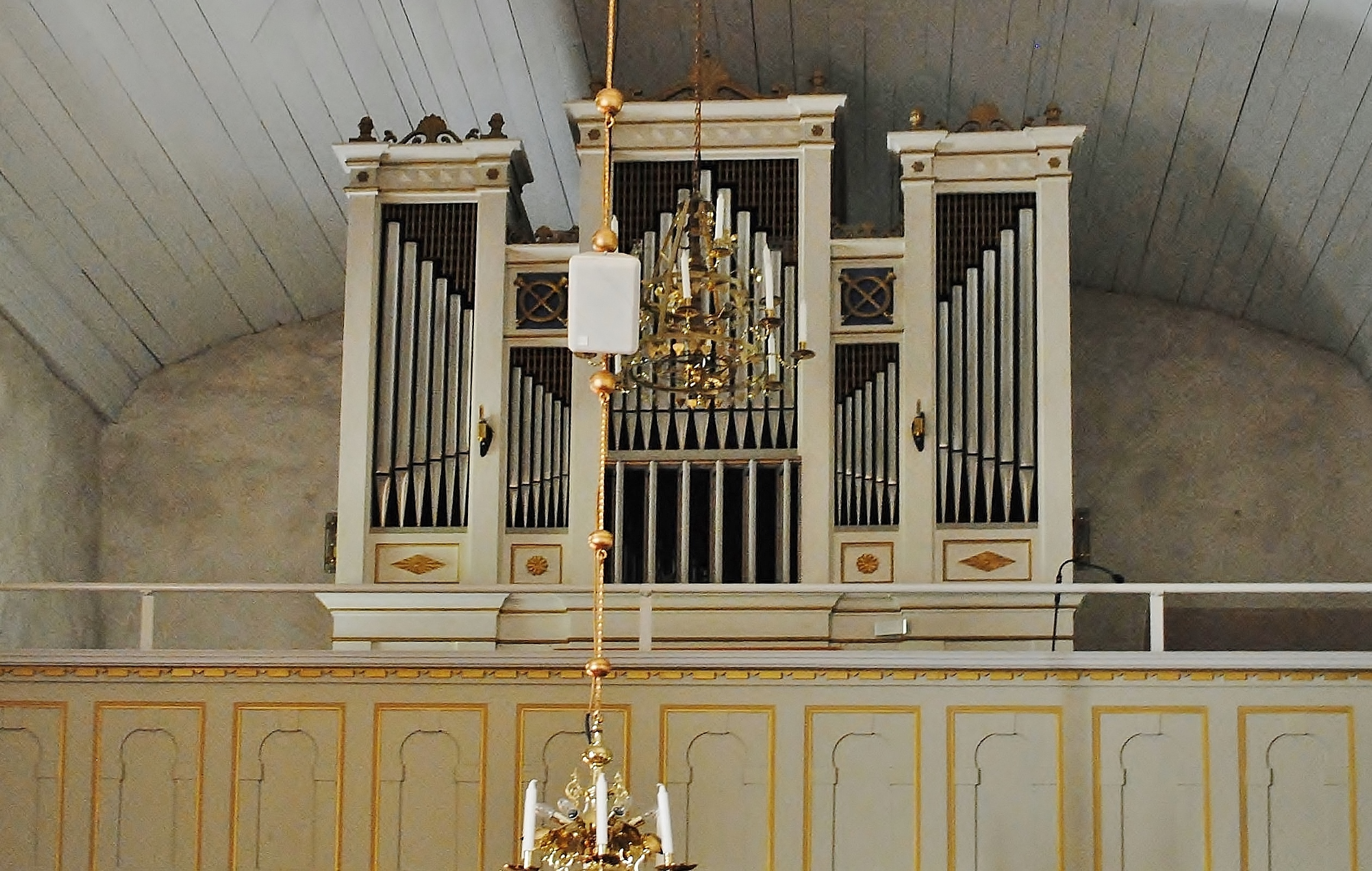
Läktarorgeln

- Kororgeln med fem stämmor byggdes 1983 av Västbo Orgelbyggeri. Kororgeln finns nu i Moheda församlingshem.